# Mai 2013
Mai 2013 est le 5e mois de l'année 2013.

## Événements
- 1er mai :
  - réouverture du musée van Gogh à Amsterdam après sept mois de rénovation[1].
  - le président bolivien Evo Morales expulse l'USaid, alors que l'opposition projetait d'interjeter un appel auprès de l'organisation des États américains (OEA) contre la décision du tribunal constitutionnel de Bolivie du 29 avril 2013 permettant un troisième mandat au président[2].

- 2 mai :
  - mise en circulation d'un nouveau billet de 5 euros apportant une amélioration technologique importante dans les éléments de sécurité et dans la lutte contre les contrefaçons. Il s'agit du premier billet dans la série dite Europe[3],[4].
  - inauguration à Saint-Pétersbourg du théâtre Mariinsky II par le président Vladimir Poutine. Le nouveau bâtiment a été construit en face du prestigieux théâtre Mariinsky datant de 1860[5].

- 3 au 5 mai : 38e édition de la Coupe d'Europe des clubs de basket-ball en fauteuil roulant à Valladolid en Espagne.

- 3 au 19 mai : 77e édition du championnat du monde de hockey sur glace à Helsinki en Finlande et Stockholm en Suède.

- 4 mai :
  - WEC : André Lotterer, Benoît Tréluyer et Marcel Fässler remportent les 6 Heures de Spa.
  - attentat d'Hamakouladji au Mali.

- 5 mai :
  - des attaques aériennes israéliennes contre des cibles militaires à Damas pour empêcher la livraison de missiles fournis par l'Iran au Hezbollah provoquent une crise diplomatique[6].
  - DTM : Augusto Farfus remporte la première course à Hockenheim.

- 6 mai: affaire des séquestrées de Cleveland ; trois jeunes femmes disparues depuis plusieurs années sont retrouvées à Cleveland. Elles étaient séquestrées par leur ravisseur, respectivement depuis 2002, 2003 et 2004.

- 7 mai : le lanceur européen Vega a mis sur orbite trois satellites d'observation : VNREDSat-1 (observation des effets du changement climatique), ESTCube-1 (tests de la technologie dite d'une voile solaire électrique) et PROBA-V (observation de la végétation et des tendances climatiques)[7].

- 9 au 12 mai : 48e édition des championnats d'Europe de karaté à Budapest, en Hongrie.

- 10 mai :
  - Efraín Ríos Montt, ancien dictateur du Guatemala au pouvoir de 1982 à 1983, a été condamné à 80 ans de prison pour génocide et crimes contre l'humanité[8].
  - attentat à Gossi, au Mali. Des rebelles islamistes prennent pour cible une patrouille de l'armée.

- 11 mai :
  - élections législatives historiques au Pakistan. Pour la première fois depuis 1947, un gouvernement civil a réussi à terminer un mandat complet de cinq années. Des attentats visant des électeurs et des candidats se sont multipliés[9],[10].
  - Tom Marshburn et Chris Cassidy, deux astronautes de la station spatiale ISS sortent dans l'espace afin de localiser une fuite d'ammoniac et de la réparer[11],[12].
  - ALMS : Lucas Luhr et Klaus Graf remportent la victoire à la course automobile de Laguna Seca.

- 12 mai :
  - Le pape François procède à la canonisation de Laura Montoya Upegui (Madre Laura), religieuse colombienne, de Maria Guadalupe Garcia Zavala (Madre Lupita), religieuse mexicaine et des 800 martyrs d'Otrante décédés le 14 août 1480, tués par les soldats Turcs menés par Gedik Ahmed Pacha pour avoir refusé de se convertir à l'islam après la chute de leur ville[13],[14].
  - Élections législatives en Bulgarie.
  - Formule 1 avec le Grand Prix automobile d'Espagne 2013.

- 14 mai : élections générales en Colombie-Britannique, province du Canada.

- 14 au 18 mai : qualifications pour la coupe d'Europe des nations de football 2015 à Malmo, en Suède.

- 15 : finale de la ligue europa de l'UEFA à l'Amsterdam ArenA, à Amsterdam aux Pays-Bas.

- 18 mai : ELMS : Pierre Thiriet et Mathias Beche remportent la course d'Imola.

- 19 mai :
  - Grand Prix de Pau de Formule Renault 2.0 (+Porsche Carrera Cup France, Clio Cup France, Championnat de France F4, Mitjet Series et Andros GP électrique).
  - DTM : Mike Rockenfeller remporte la course de Brands Hatch.
  - Coupe d'Europe de marche 2013 à Dudince, en Slovaquie.

- 20 mai : tornade à Moore (États-Unis) tuant 24 personnes.

- 25 : finale de la ligue des champions de l'UEFA à Wembley au Wembley Stadium, à Londres en  Angleterre. Elle oppose le Borussia Dortmund au Bayern Munich. Ce dernier remporte la finale sur le score de 2 buts à 1.

- 26 mai : Formule 1 avec le Grand Prix automobile de Monaco 2013 (+GP2 Series, Formula Renault 3.5 Series & Porsche Supercup).

- 26 mai au 9 juin : 112e édition des internationaux de France de tennis à Paris, France.

- 28 mai : début du mouvement protestataire de 2013 en Turquie.
- 29 mai : premier mariage homosexuel en France